# Artan Sakaj
Artan Sakaj (ur. 8 grudnia 1980 we Wlorze) – albański piłkarz i trener piłkarski.